# Малая Александровка (Ленинградская область)
Малая Александровка — деревня в Большеврудском сельском поселении Волосовского района Ленинградской области.

## История
На карте Санкт-Петербургской губернии Ф. Ф. Шуберта 1834 года обозначена как деревня Александровка (Лонская).

АЛЕКСАНДРОВСКАЯ — мыза принадлежит дочери надворного советника Веймарна, число жителей по ревизии: 4 м. п., 5 ж. п. (1838 год)

Упоминается на карте Ф. Ф. Шуберта 1844 года как деревня Александровка (Лонская).

АЛЕКСАНДРОВСКАЯ (БОЛЬШАЯ ЛАНСКАЯ, ЛОНСКАЯ) — деревня владельческая при колодце, по правую сторону 2-й Самерской дороги, число дворов — 8, число жителей: 28 м. п., 22 ж. п. (1862 год)

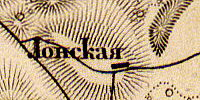
Деревня Лонская на карте 1863 года

В конце XIX — начале XX века деревня административно относилась к Редкинской волости 1-го стана Ямбургского уезда Санкт-Петербургской губернии.

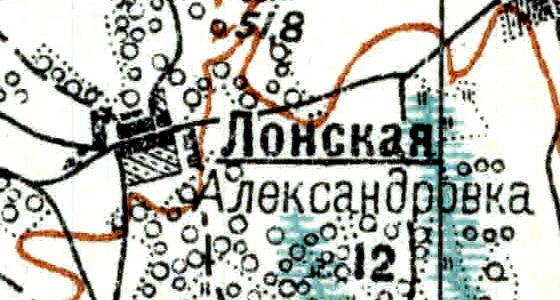
План деревни Лонская (Александровка). 1915 год

Согласно военно-топографической карте 1915 года деревня называлась Лонская (Александровка) и насчитывала 12 крестьянских дворов.
Согласно данным переписи населения СССР 1926 года в деревне Александровка Малая Смолеговицкого сельсовета Молосковицкой волости Кингисеппского уезда проживали 69 человек, большинство финны, а также русские и эстонцы.
По данным 1933 года деревня Малая Александровка входила в состав Морозовского сельсовета Волосовского района.
По данным 1966 года деревня Малая Александровка находилась в составе Курского сельсовета.
По данным 1973 и 1990 годов деревня Малая Александровка входила в состав Остроговицкого сельсовета Волосовского района.
В 1997 году в деревне Малая Александровка не было постоянного населения, деревня входила в состав Остроговицкой волости, в 2002 году проживали 10 человек (русские — 90 %).
В 2007 году в деревни проживали 3 человека, в 2010 году — 12, в 2013 году — 9 человек.
В мае 2019 года деревня вошла в состав Большеврудского сельского поселения.

## География
Деревня расположена в западной части района на автодороге 41К-054 (Новые Смолеговицы — Курск).
Расстояние до административного центра поселения — 6 км.
Расстояние до ближайшей железнодорожной станции Молосковицы — 9 км.

## Демография
| 1838 | 1862 | 1997 | 2002 | 2007 | 2010 | 2013 |
| ---- | ---- | ---- | ---- | ---- | ---- | ---- |
| 9    | ↗73  | ↘0   | ↗10  | ↘3   | ↗12  | ↘9   |
| 2014 | 2017 |      |      |      |      |      |
| →9   | ↘7   |      |      |      |      |      |

### Национальный состав
Согласно данным Всероссийской переписи населения 2021 года в деревне проживали 5 человек, все русские.